# Tooting
Tooting er et distrikt i South London, der er en del af London Borough of Wandsworth. Det ligger omkring 8 km syd sydøstvest fra Charing Cross.
Tooting har været beboet siden den præ-saksiske periode. Navnet er af angelsaksisk oprindelse, men betydningen er ikke klarlagt. Det kan betyde Totas folk, og Tota kan således have været en angelsaksisk høvding. Alternativt kan det være afledt af en gammel betydning af verbet tout, at kigge ud. Det kan have været et udkigstårn, der har stået på vejen til London, og således kan det betyde folke ved udkigstårnet.